# Деволі
Деволі (Devolli) — річка в Албанії. Зливаючись з річкою Осумі біля міста Кучова в однойменному окрузі в області Берат, утворює річку Семані. Бере початок на західних схилах хребта Грамос. Довжина річки 181 кілометр. Площа водозбору 3240 квадратних кілометрів, середня висота водозбірного басейну 960 метрів над рівнем моря. Перетинає міжгірну Корчинську улоговину, де колись річка утворювала нині осушене мілководне озеро Малікі. Тече в північно-західному напрямку, біля села Гостіма повертає на південь. Осінньо-зимові паводки, літня межень. Середні витрати води в гирлі становить 80 кубічних метрів в секунду. Води використовуються на зрошування. На річці з 2013 року норвезькою компанією Statkraft будується каскад з двох гідроелектростанцій: Банья ГЕС і Моглік ГЕС.
В античні часи річка Деволі була відома як річка Еордайк (грец. Εορδαϊκός, лат. Eordaïcus). У верхів'ях річки знаходилося середньовічне місто-фортеця Девол.